# Pseudonapomyza nikolayi
Pseudonapomyza nikolayi är en tvåvingeart som beskrevs av Zlobin 2002. Pseudonapomyza nikolayi ingår i släktet Pseudonapomyza och familjen minerarflugor. Inga underarter finns listade i Catalogue of Life.